# 威廉·萊姆布魯克

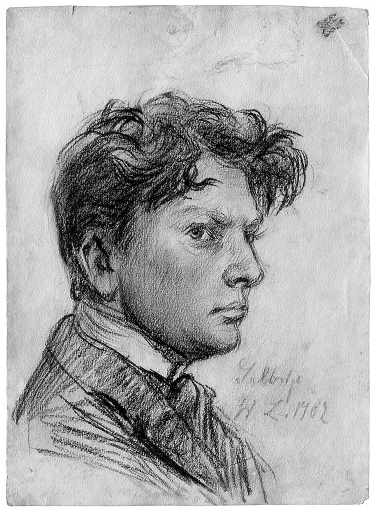
威廉·萊姆布魯克

威廉·莱姆布鲁克（Wilhelm Lehmbruck，1881年1月4日—1919年3月25日）是一位德国雕塑家。威廉·萊姆布魯克受到过现实主义和表现主义运动的影响。莱姆布鲁克創作了許多人体雕塑。
第一次世界大战期间，他成為柏林一家军队医院的辅助医护人员。他在那里看到了不少苦难和悲惨景象。 他還患有严重的重性抑郁障碍，為逃避战争，他于1916年底前往苏黎世。  战后，他回到柏林，並于1919年3月25日自杀。